# Chandai
Chandai est une commune française, située dans le département de l'Orne en région Normandie, peuplée de 681 habitants.

## Géographie

### Localisation
La commune est aux confins du pays d'Ouche, du Thymerais et du Perche. Son bourg est à 8,5 km à l'est de L'Aigle, à 11 km au sud de Rugles et à 15 km à l'ouest de Verneuil-sur-Avre.

### Relief et géologie
Le point culminant (222 m) se situe en limite sud, près du lieu-dit les Margrains. L'altitude de 215 m est cependant dépassée en de multiples endroits du territoire. Le point le plus bas (187 m) correspond à la sortie de l'Iton du territoire, au nord-est.

### Communes limitrophes
| Saint-Michel-Tubœuf | Saint-Sulpice-sur-Risle  | Chaise-Dieu-du-Theil (Eure) |
| Saint-Ouen-sur-Iton | Chandai                  | Chaise-Dieu-du-Theil (Eure) |
| Vitrai-sous-Laigle  | Gournay-le-Guérin (Eure) | Gournay-le-Guérin (Eure)    |

### Hydrographie
La commune est située dans le bassin Seine-Normandie. Elle est drainée par l'Iton, le fossé 01 du Bois des Côtes, le fossé 01 de la Cabarie, l'Iton et divers autres petits cours d'eau,.
L'Iton, d'une longueur de 132 km, prend sa source dans la commune de Mahéru et se jette  dans l'Eure à Acquigny, après avoir traversé 39 communes. 

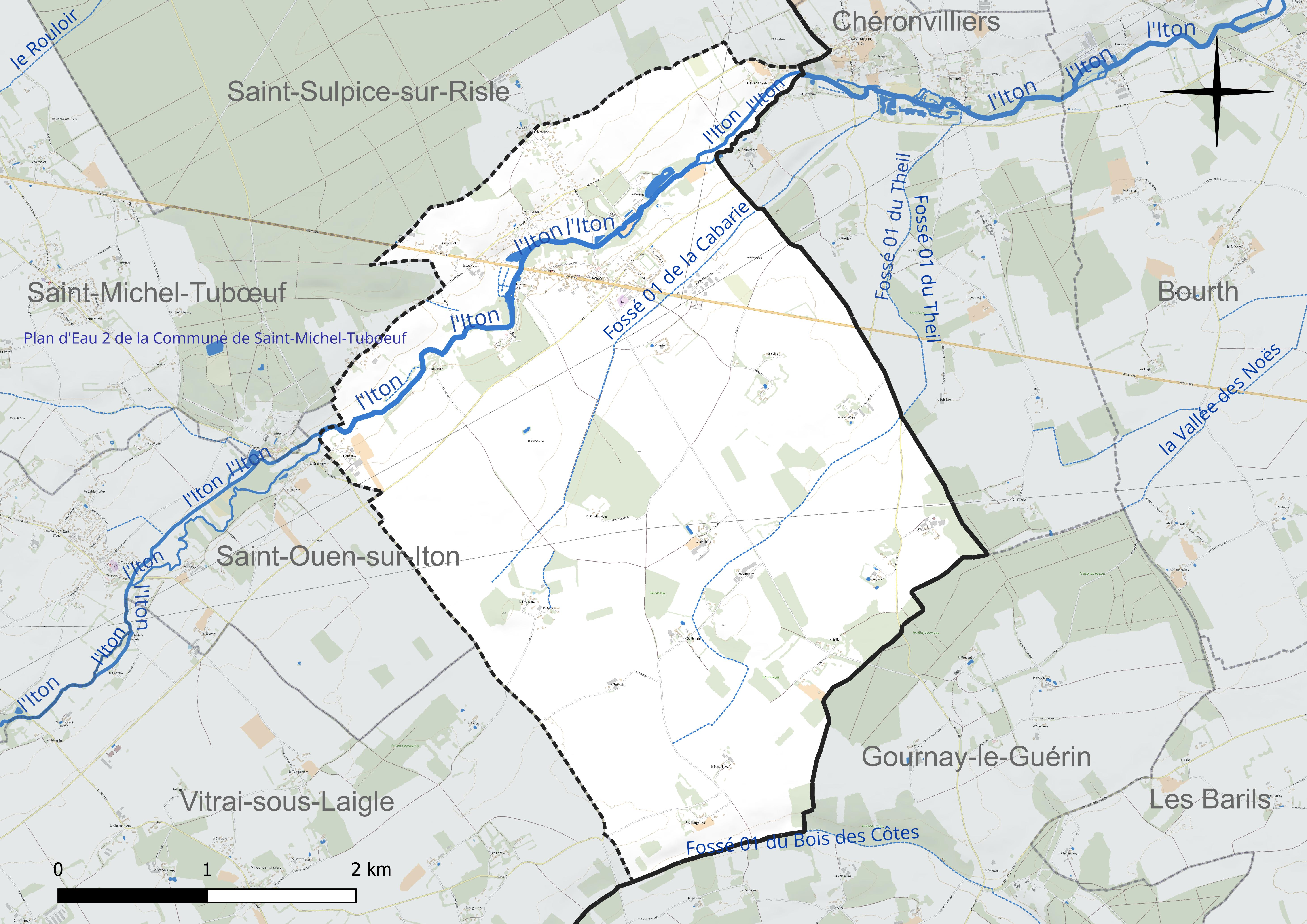
Réseau hydrographique de Chandai.

### Voies de communication et transports

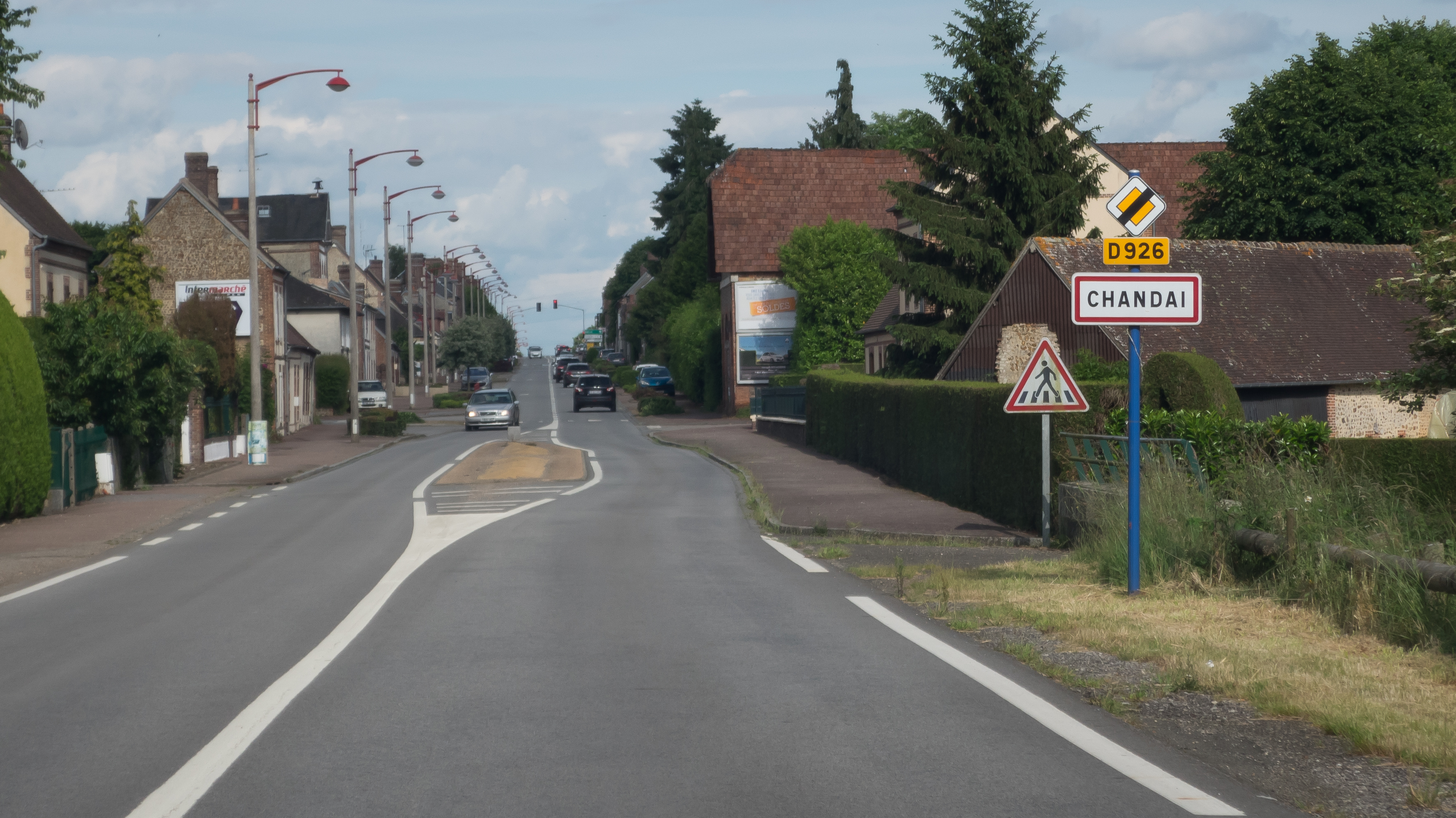
Entrée Ouest de Chandai par la D 926.

La route départementale D 926 traverse la commune d'ouest en est.

### Climat
Pour des articles plus généraux, voir Climat de la Normandie et Climat de l'Orne.
En 2010, le climat de la commune est de type climat océanique dégradé des plaines du Centre et du Nord, selon une étude du CNRS s'appuyant sur une série de données couvrant la période 1971-2000. En 2020, Météo-France publie une typologie des climats de la France métropolitaine dans laquelle la commune est dans une zone de transition entre le climat océanique et le climat océanique altéré et est dans la région climatique Normandie (Cotentin, Orne), caractérisée par une pluviométrie relativement élevée (850 mm/a) et un été frais (15,5 °C) et venté. Parallèlement le GIEC normand, un groupe régional d’experts sur le climat, différencie quant à lui, dans une étude de 2020, trois grands types de climats pour la région Normandie, nuancés à une échelle plus fine par les facteurs géographiques locaux. La commune est, selon ce zonage, exposée à un « climat contrasté des collines », correspondant au Pays d'Ouche et au Perche et bénéficiant d’un caractère continental affirmé avec des précipitations atténuées et des amplitudes thermiques fortes.
Pour la période 1971-2000, la température annuelle moyenne est de 10 °C, avec une amplitude thermique annuelle de 14,1 °C. Le cumul annuel moyen de précipitations est de 739 mm, avec 12 jours de précipitations en janvier et 8,2 jours en juillet. Pour la période 1991-2020, la température moyenne annuelle observée sur la station météorologique la plus proche, située sur la commune de Beaulieu à 8 km à vol d'oiseau, est de 10,5 °C et le cumul annuel moyen de précipitations est de 836,7 mm,. Pour l'avenir, les paramètres climatiques de la commune estimés pour 2050 selon différents scénarios d’émission de gaz à effet de serre sont consultables sur un site dédié publié par Météo-France en novembre 2022.

## Urbanisme

### Typologie
Au 1er janvier 2024, Chandai est catégorisée commune rurale à habitat dispersé, selon la nouvelle grille communale de densité à sept niveaux définie par l'Insee en 2022.
Elle est située hors unité urbaine. Par ailleurs la commune fait partie de l'aire d'attraction de L'Aigle, dont elle est une commune de la couronne,. Cette aire, qui regroupe 32 communes, est catégorisée dans les aires de moins de 50 000 habitants,.

### Occupation des sols
L'occupation des sols de la commune, telle qu'elle ressort de la base de données européenne d’occupation biophysique des sols Corine Land Cover (CLC), est marquée par l'importance des territoires agricoles (88,5 % en 2018), en diminution par rapport à 1990 (90,4 %). La répartition détaillée en 2018 est la suivante : 
terres arables (76,4 %), zones agricoles hétérogènes (7,5 %), forêts (6,1 %), zones urbanisées (5,3 %), prairies (4,6 %). L'évolution de l’occupation des sols de la commune et de ses infrastructures peut être observée sur les différentes représentations cartographiques du territoire : la carte de Cassini (XVIIIe siècle), la carte d'état-major (1820-1866) et les cartes ou photos aériennes de l'IGN pour la période actuelle (1950 à aujourd'hui).

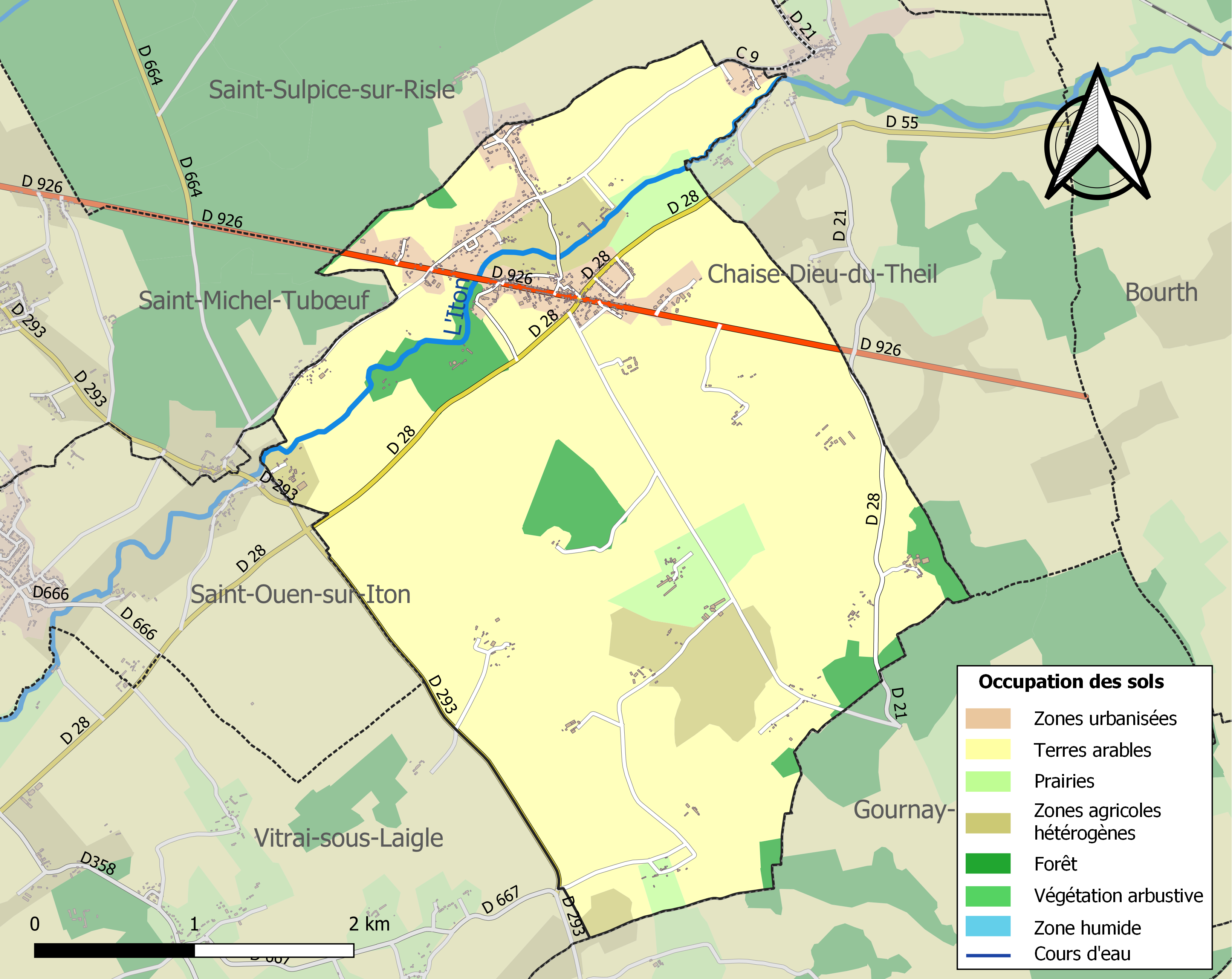
Carte des infrastructures et de l'occupation des sols de la commune en 2018 (CLC).

## Toponymie
Le nom de la localité est attesté sous les formes de Cangeo en 1101 et 1112 et Canziacum en 1120. Le toponyme est construit à partir de l'anthroponyme latin Candius suffixé en -acum.
Le gentilé est  Chandéens.

## Politique et administration
Le conseil municipal est composé de quinze membres dont le maire et deux adjoints.

## Population et société

### Démographie
L'évolution du nombre d'habitants est connue à travers les recensements de la population effectués dans la commune depuis 1793. Pour les communes de moins de 10 000 habitants, une enquête de recensement portant sur toute la population est réalisée tous les cinq ans, les populations de référence des années intermédiaires étant quant à elles estimées par interpolation ou extrapolation. Pour la commune, le premier recensement exhaustif entrant dans le cadre du nouveau dispositif a été réalisé en 2008.
En 2022, la commune comptait 681 habitants, en évolution de +3,5 % par rapport à 2016 (Orne : −3,21 %, France hors Mayotte : +2,11 %).
Chandai a compté jusqu'à 990 habitants en 1836.
| 1793 | 1800 | 1806 | 1821 | 1836 | 1841 | 1846 | 1851 | 1856 |
| ---- | ---- | ---- | ---- | ---- | ---- | ---- | ---- | ---- |
| 902  | 868  | 854  | 848  | 990  | 914  | 906  | 903  | 835  |

| 1861 | 1866 | 1872 | 1876 | 1881 | 1886 | 1891 | 1896 | 1901 |
| ---- | ---- | ---- | ---- | ---- | ---- | ---- | ---- | ---- |
| 788  | 707  | 686  | 635  | 577  | 573  | 533  | 526  | 510  |

| 1906 | 1911 | 1921 | 1926 | 1931 | 1936 | 1946 | 1954 | 1962 |
| ---- | ---- | ---- | ---- | ---- | ---- | ---- | ---- | ---- |
| 509  | 484  | 436  | 426  | 484  | 430  | 477  | 467  | 438  |

| 1968 | 1975 | 1982 | 1990 | 1999 | 2006 | 2008 | 2013 | 2018 |
| ---- | ---- | ---- | ---- | ---- | ---- | ---- | ---- | ---- |
| 416  | 494  | 555  | 583  | 532  | 630  | 657  | 647  | 671  |

| 2022 | - | - | - | - | - | - | - | - |
| ---- | - | - | - | - | - | - | - | - |
| 681  | - | - | - | - | - | - | - | - |

### Sports
Le Chandai football club fait évoluer une équipe de football en division de district.

### Lieux de cultes

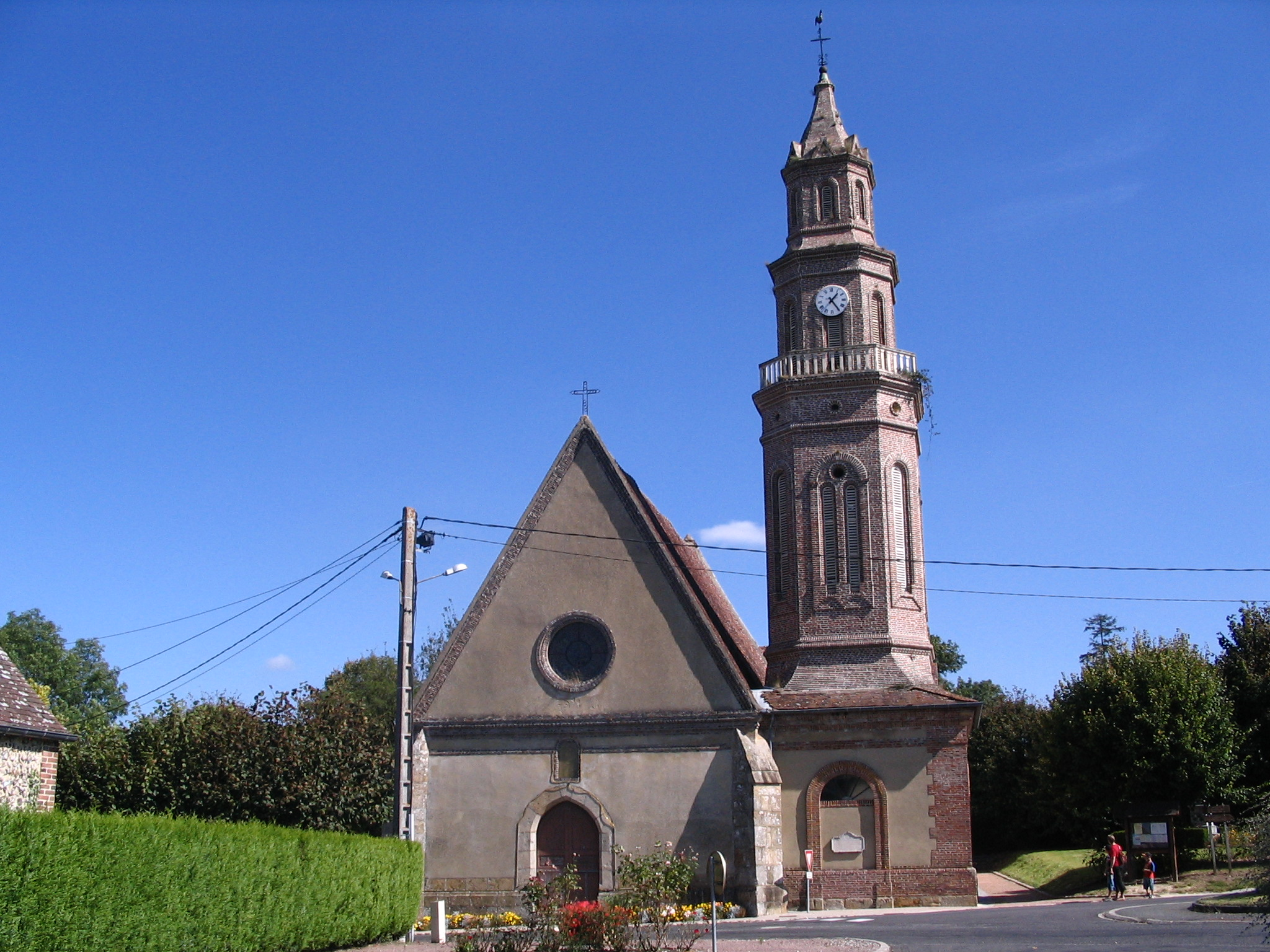
L'église Notre-Dame-de-l'Assomption de Chandai.

Le territoire de la commune de Chandai fait partie de la paroisse catholique de « Saint Martin en Ouche » au sein du diocèse de Séez. Le lieu de culte est l’église Notre-Dame-de-l'Assomption.

## Culture locale et patrimoine

### Lieux et monuments
- L'église paroissiale du XVIe siècle. Un vitrail est classé à titre d'objet aux Monuments historiques[30].
- Le monastère de l'Église syro-orthodoxe-francophone. Les remarquables fresques de style syro-copte, la splendide iconostase de bois sculpté, les icônes et l'orgue de l'église méritent une visite. Ce monastère accueille toute l'année « retraitants », vacanciers et pèlerins sur le chemin du mont Saint-Michel.
- Le château, de 1881, fait l'objet d'une inscription au titre des Monuments historiques depuis le 23 mars 1999[31].
- Le Musée vivant de l'énergie, dans une ferme authentique du pays d'Ouche[32].

### Personnalités liées à la commune
- Hyacinthe Firmin Didot (1794 - 1880 à Chandai), imprimeur.